# Romero Estelita Cavalcanti Pessoa
Romero Estelita Cavalcanti Pessoa (Fortaleza, 25 de fevereiro de 1892 — Rio de Janeiro, 8 de maio de 1982) foi um político brasileiro.

## Carreira
Foi Ministro da Fazenda no governo de Getúlio Vargas, assumindo o ministério interinamente de 25 de janeiro de 1939 a 18 de março de 1941.